# Xã Leiding, Quận St. Louis, Minnesota
Xã Leiding (tiếng Anh: Leiding Township) là một xã thuộc quận St. Louis, tiểu bang Minnesota, Hoa Kỳ. Năm 2010, dân số của xã này là 400 người.